# Palazzo d'Accursio
Palazzo d'Accursio, detto anche Palazzo Comunale (in dialetto bolognese Palâz senza articolo) è un palazzo storico di Bologna, sede municipale sin dal medioevo. Si affaccia su Piazza Maggiore e fu edificato in diverse fasi tra il XIII e il XVI secolo, subendo rimaneggiamenti e restauri fino alle soglie del XXI secolo.

## Storia

### Prime testimonianze
Le prime testimonianze del palazzo risalgono al 14 febbraio 1287 quando Francesco d'Accursio, figlio del noto giurista Accursio, vende al Comune di Bologna quella che doveva essere l'abitazione del padre. Dal celebre maestro di diritto quindi prenderà nome l'intero edificio pubblico. Successivamente grazie ad ulteriori acquisti il Comune diventa proprietario di tutto l'isolato circostante e inizia la demolizione dei fabbricati esistenti, lasciando solo la Torre di Accursio. Viene così costruito il primo nucleo dell'attuale palazzo, che prenderà il nome di Palazzo della Biada poiché si ritiene fosse adibito al deposito pubblico delle granaglie.

### Palazzo delle magistrature comunali

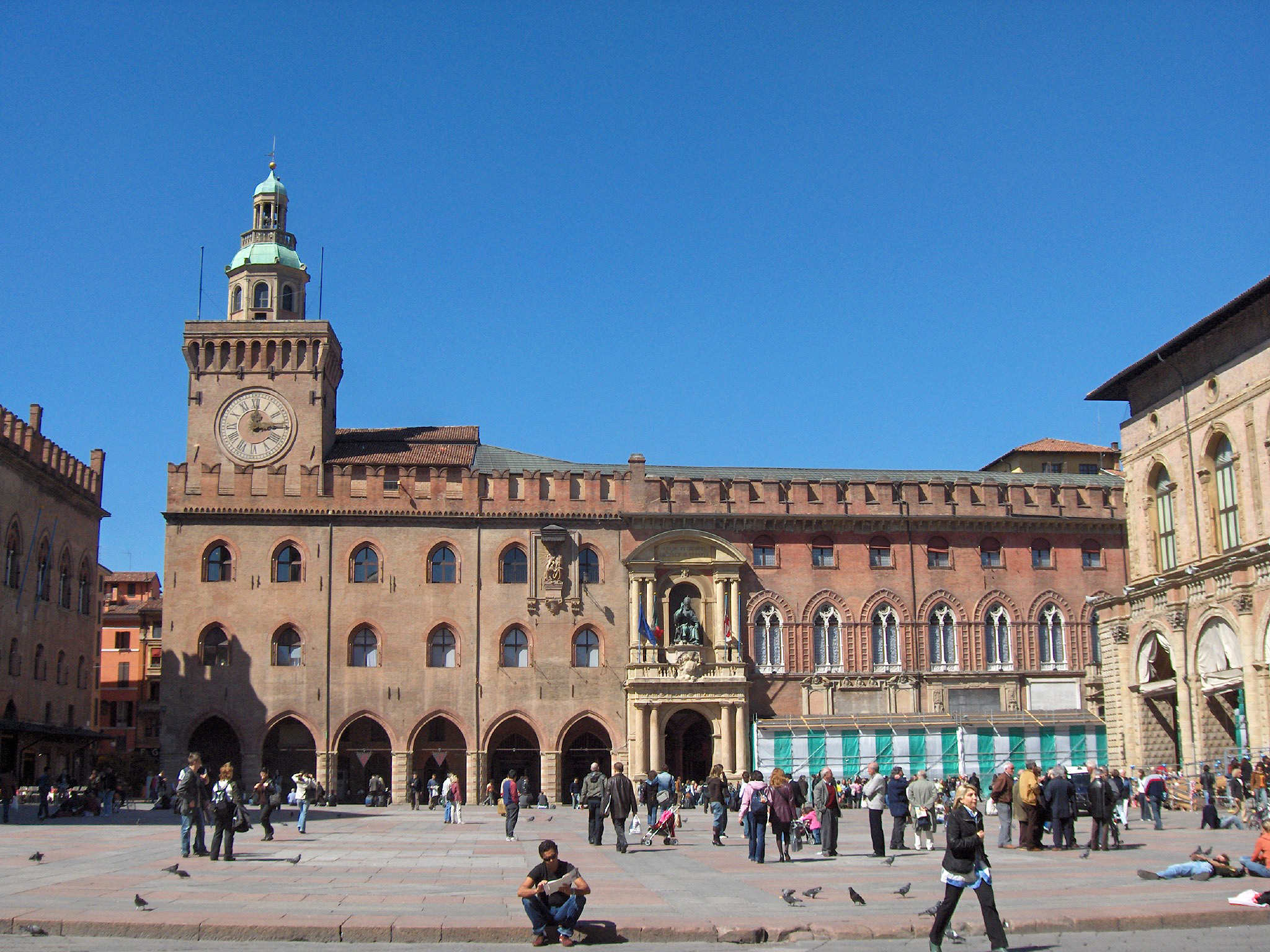
Facciata del Palazzo Comunale su Piazza Maggiore

Nel 1336 cambia destinazione d'uso e diventa la sede degli Anziani Consoli, massima magistratura cittadina dell'epoca, ospitati fino a questo momento in Palazzo Re Enzo. Essi rimanevano in carica per un mese (successivamente due) ed erano obbligati a risiedere nel palazzo.
Con l'avvento della Signoria Viscontea nel 1350 vengono ospitati nel palazzo il Capitano luogotenente dei Visconti e il Vicario che presiedeva il collegio degli Anziani Consoli. Contestualmente all'innalzamento di alcune opere di fortificazione della città il palazzo subisce alcune modifiche e viene acquistata la Torre dei Lapi. Con il passaggio di mano allo Stato Pontificio dieci anni più tardi, subisce ulteriori rimaneggiamenti per opera del Cardinale Anglico de Grimoard. È in questo periodo che assume maggiormente la connotazione di una fortezza civica, tanto più che il Grimoard fa innalzare un poderoso muro di cinta attorno all'area del palazzo ulteriormente circondato da un fossato.
Il 15 settembre 1425 le costruzioni poste a nord di Palazzo d'Accursio subiscono un incendio, e viene offerta così un'opportunità di ampliamento. L'architetto Fioravante Fioravanti viene incaricato dal legato pontificio Louis Aleman di innalzare un nuovo edificio sulla destra rispetto all'ingresso principale di Piazza Maggiore. Nel 1444 la torre degli Accursio viene sopraelevata e nel 1451 viene installato un orologio pubblico che nel 1498 verrà completato da un carosello di automi che sfilavano ad ogni cambio d'ora, funzionante fino al 1796. Nella lanterna alla sommità del cupolino della torre è collocata una grossa campana (del diametro di cm 136) fusa nel 1493, collegata al sottostante orologio e che, percossa da un martello esterno, batte lo scoccare di ogni ora (con eccezione delle ore notturne), con la caratteristica di ripetere il battito anche un minuto dopo l'ora precisa.

### Sotto il dominio pontificio

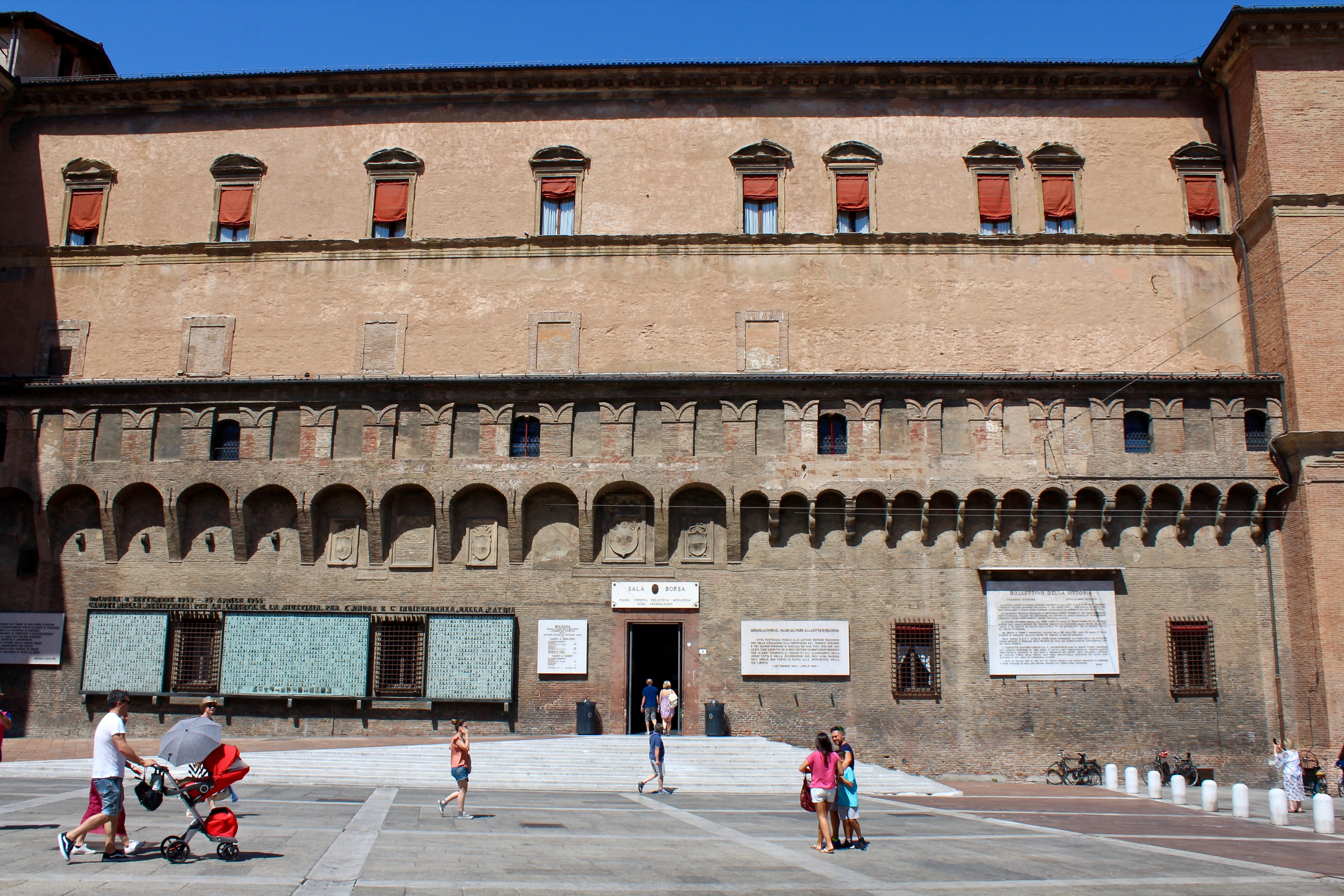
Il fronte su Piazza del Nettuno con l'accesso alla Sala Borsa

Ancora nel XVI secolo subisce ulteriori ampliamenti: nel 1508 viene innalzato su volere di Papa Giulio II, che aveva da poco conquistato la città, il Torrione all'incrocio tra le attuali Via Ugo Bassi e Piazza del Nettuno. Contestualmente venne costruito un muro di recinzione che chiudesse il palazzo fino al Torrone di nord-ovest. Ma era solo l'inizio: nel palazzo vennero concentrati tutti gli affari di governo. Il più antico nucleo del Palazzo d'Accursio fu sede del Senato di Bologna e delle magistrature ad esso collegate come il Gonfaloniere di Giustizia e gli Anziani Consoli. Nella nuova parte quattrocentesca si installeranno gli appartamenti e le stanze per i Legati pontifici e da essi prenderà il nome di Palazzo del Legato. Il già citato Torrone posto nell'angolo nord-occidentale diventerà la sede delle prigioni e del tribunale criminale, che da esso per antonomasia diverrà il Tribunale del Torrone.
Nel 1568 l'illustre botanico Ulisse Aldrovandi installa l'orto o Giardino dei semplici nel cortile dove ora sorge la Sala Borsa. Sempre a metà del '500 viene realizzata la cappella del Legato da Galeazzo Alessi e affrescata da Prospero Fontana. Lo stesso Alessi diede forma al monumentale portale d'ingresso su Piazza Maggiore, rimasto immutato al giorno d'oggi, sormontato da un timpano curvilineo dove fu posta la grande statua di bronzo raffigurante Papa Gregorio XIII. Inoltre nel 1565 viene edificata sul lato settentrionale una fontana pubblica ad opera di Tommaso Laureti.
Palazzo d'Accursio fu vittima dell'occupazione napoleonica, quando venne spogliata dei beni del Cardinal Legato e furono distrutte alcune statue e stemmi ricordanti l'Ancien Régime pontificio. Durante il XIX secolo fu oggetto di restauri anche invadenti, soprattutto per quanto riguarda il prospetto orientale. Tra il 1885 e il 1887 fu riaperto il portico della parte più antica, chiuso già dopo il XIV secolo. Nel 1886 viene edificata la Sala Borsa nel cortile che ospitava l'orto botanico. Altri lavori furono effettuati all'inizio del XX secolo e negli anni successivi alla Seconda guerra mondiale, in seguito ai danneggiamenti subiti dai bombardamenti aerei.

### Storia contemporanea
Nella storia recente il palazzo è tristemente famoso per la strage avvenuta il 21 novembre 1920. Mentre il sindaco neoeletto, il socialista Enio Gnudi, presiedeva la seduta inaugurale della consiliatura e la piazza era piena di cittadini in festa, gli squadristi entrarono nella piazza. Vennero sparati alcuni colpi di arma da fuoco e la folla si ritrovò fra fascisti che sparavano contro Palazzo d'Accursio e i carabinieri che rispondevano al fuoco. Alcune Guardie rosse risposero gettando delle bombe a mano dalle finestre del palazzo. In tutto ci furono 10 morti, tutti di parte socialista, e 58 feriti. All'interno del palazzo veniva invece ucciso, a colpi di pistola, il consigliere liberale Giulio Giordani. Il tragico avvenimento ebbe grande risonanza a livello nazionale, venendo successivamente indicato come atto di nascita del fascismo agrario.
Nel 2008 molti uffici comunali sono stati trasferiti nella sede di Palazzo Bonaccorso; Palazzo d'Accursio rimane sede della Giunta e del Consiglio Comunale e di altri uffici. Fino al 2012 è stato sede del Museo Morandi, ora ospitato presso il Mambo.

## Descrizione

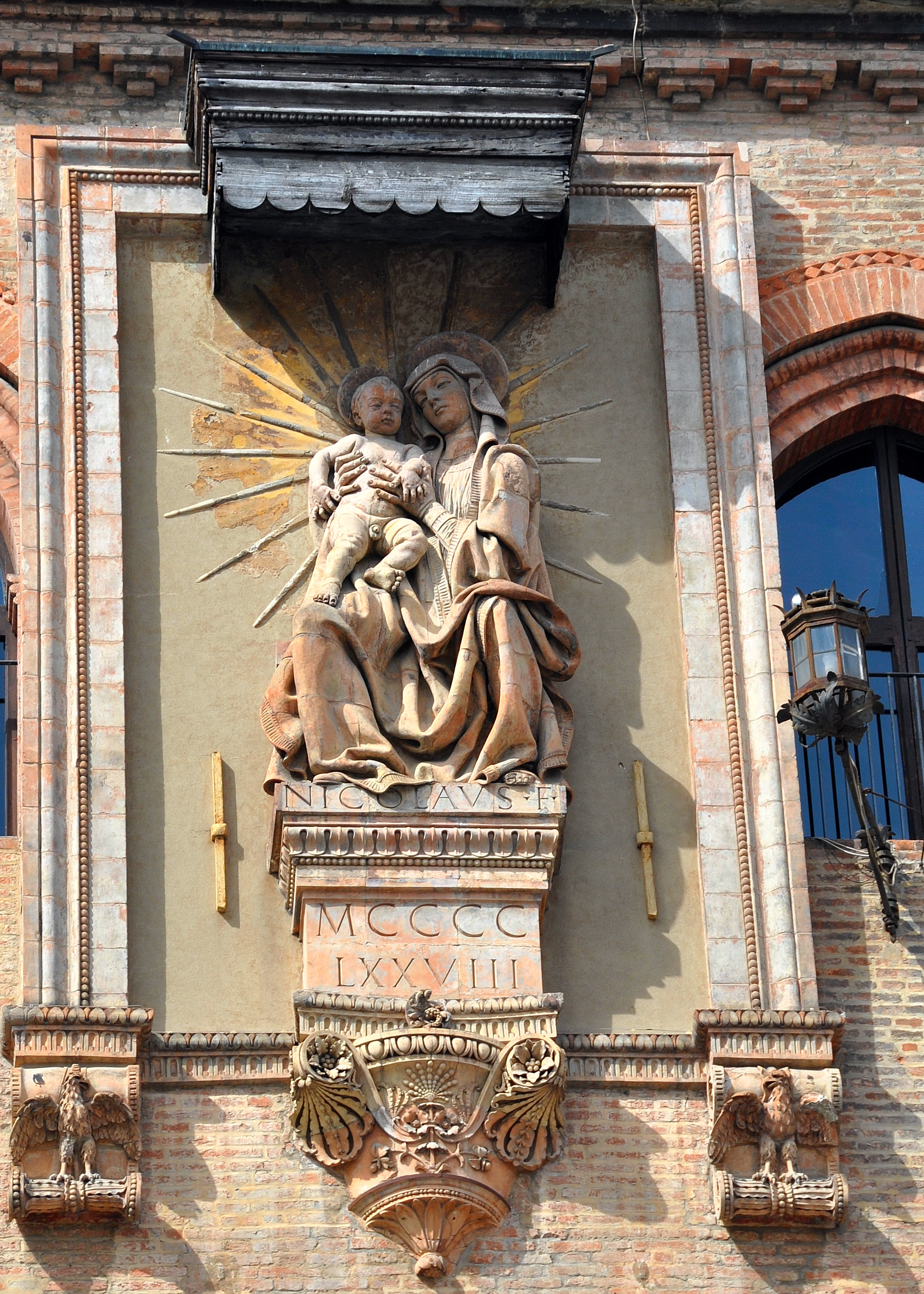
La Madonna col bambino di Niccolò dell'Arca

Il Palazzo si presenta come un vasto complesso architettonico che occupa all'incirca 15.000 mq nel pieno del centro storico di Bologna, estendendosi tra le vie IV Novembre a sud, Piazza Roosevelt e Via Giacomo Venezian a ovest, Via Ugo Bassi a nord e Piazza Maggiore con Piazza del Nettuno a est.
La facciata su Piazza Maggiore è quella più riccamente adornata: oltre al maestoso portale cinquecentesco completato nella parte superiore da Domenico Tibaldi, e sopra al quale si trova la statua bronzea di Gregorio XIII realizzata da Alessandro Menganti, si trova quasi di fronte alla Fontana del Nettuno una grande finestra a balcone realizzata dall'Alessi nel 1553; Particolarità è l'inserimento di due aquile in marmo rosso di Verona delle quali una attribuita popolarmente a Michelangelo.

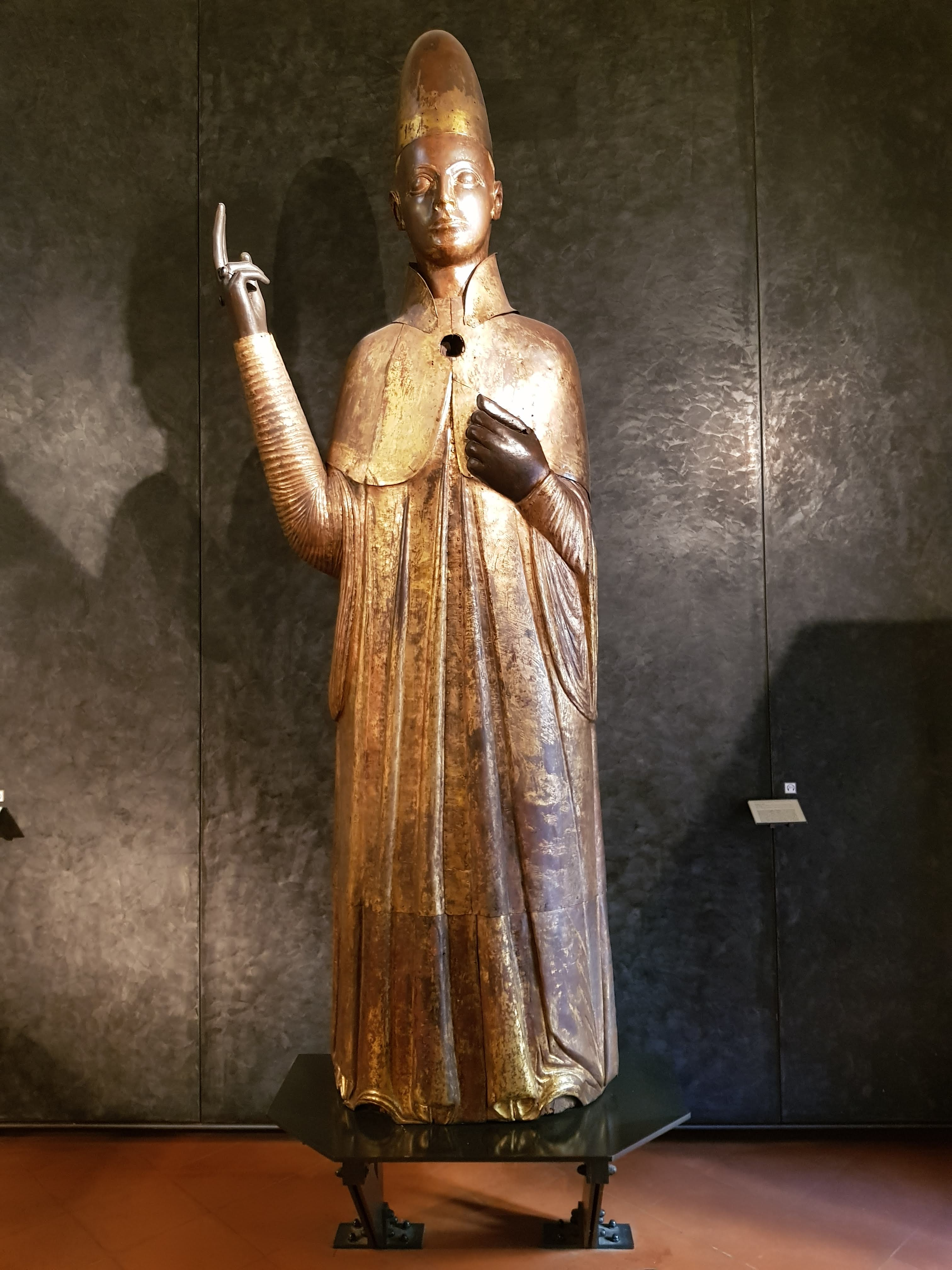
Statua di Bonifacio VIII, un tempo sulla facciata di Palazzo d'Accursio, coll. Museo civico medievale

Nel Trecento vi si trovava sopra il cosiddetto Balcone degli Anziani una statua in legno e rame raffigurante papa Bonifacio VIII, opera di Manno Bandini da Siena e oggi conservata al Museo civico medievale.
Inoltre il fronte è adornato dalla Madonna di Piazza con Bambino, opera in terracotta di Nicolò dell'Arca realizzata intorno al 1478. Sulle pareti prospicienti la Fontana del Nettuno è possibile trovare i riferimenti per le antiche unità di misura bolognesi e il Sacrario dei partigiani, nato in maniera spontanea nel luogo dove avvenivano le fucilazioni da parte delle truppe naziste che occupavano la città.
Al suo interno ospita le Collezioni comunali d'arte, mentre da Piazza del Nettuno si trova l'ingresso della Biblioteca Salaborsa, inaugurata nel 2000 nell'attiguo edificio della Sala Borsa.

## Architettura
Per accedere agli ambienti di palazzo d’Accursio da piazza Maggiore, si oltrepassa il maestoso portale di Galeazzo Alessi sotto la statua bronzea di Gregorio XIII e si raggiunge il primo piano del palazzo percorrendo lo scalone cordonato bramantesco.

### Primo piano
Il primo piano di palazzo d’Accursio ospita:
Sala d'Ercole
Il nome deriva dalla statua di terracotta bronzata, realizzata da Alfonso Lombardi, che raffigura Ercole trionfante sull'Idra di Lerna
Sala del Consiglio comunale
Fu affrescata tra il 1675 e il 1677 da Angelo Michele Colonna, con l'aiuto del giovane Gioacchino Pizzoli e contiene la Galleria dei Senatori
Sala Rossa
Prende il nome dal colore delle tappezzerie con cui fu rivestita nella prima metà del Novecento. Attualmente è adibita a sala per i matrimoni civili.

### Secondo piano
Il secondo piano, a cui si accede tramite la seconda rampa dello scalone cordonato bramantesco ospita:
Sala Farnese
Fu fatta costruire così nel 1665 dal cardinale Girolamo Farnese. Anticamente era chiamata "sala regia" probabilmente poiché nel 1530, nell'attigua Cappella Farnese, Carlo V venne incoronato Re d'Italia. Le decorazioni della Sala Farnese ripercorrono le vicissitudini della città dal Medioevo al Seicento. In fondo alla Sala Farnese si apre l'accesso alle Collezioni comunali d'arte. Il patrimonio delle Collezioni è distribuito in importanti sale significative sia dal punto di vista storico che artistico.
Cappella Farnese
Anche Cappella del Legato, si apre sulla Sala Farnese. Nel 1530 vi venne incoronato Carlo V re d'Italia con la Corona ferrea. La successiva incoronazione di Carlo V con la corona aurea del Sacro Romano Impero si tenne pochi giorni dopo nella basilica di San Petronio. Gli affreschi della Cappella, che fa parte delle Collezioni Comunali d'Arte, sono di Prospero Fontana del 1562.

#### Collezioni comunali d'arte
Tra le sale delle Collezioni comunali d'arte si segnalano in particolare:
Sala Urbana
Fu fatta costruire verso il 1630 dal cardinale Bernardino Spada e fu fatta restaurare nel 1852 dal cardinale Gaetano Bedini. Le sue pareti, a metà Settecento, vennero ricoperte da affreschi comprendenti circa duecento stemmi, pertinenti alla serie dei governatori e dei legati pontifici che ressero la città a partire dal XIV secolo.
Sala dei Cavalleggeri

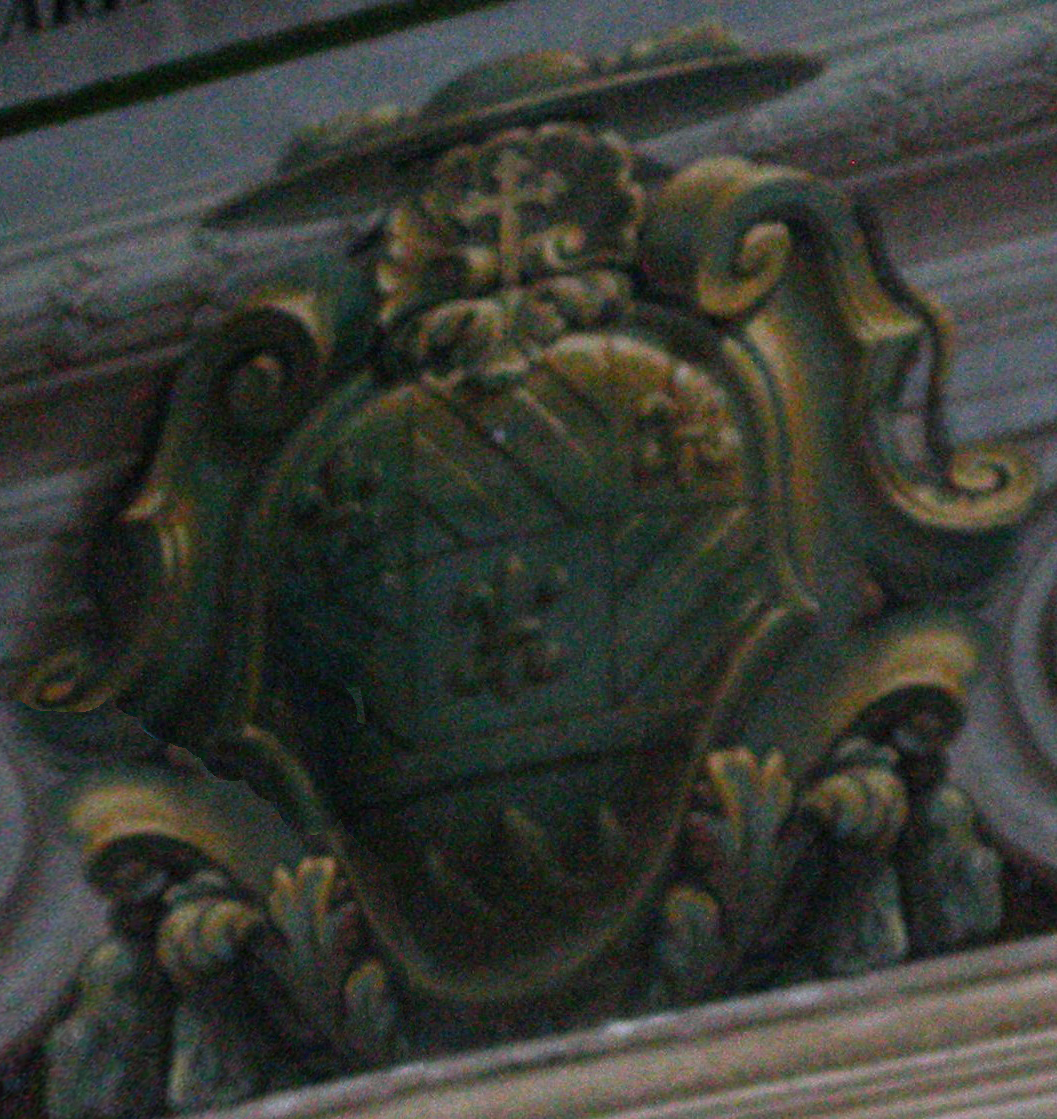
Stemma del cardinale Bedini nella Sala Urbana

Era destinata alla sosta dei soldati di scorta al Legato papale. Nel 1852 il cardinale Gaetano Bedini la fece trasformare perché accogliesse dipinti sulle pareti a continuazione di quelli della sala Urbana e altri stemmi di Legati e vice-Legati. In onore di Pio IX venne chiamata Aula Pïana.
Galleria vidoniana
Fu fatta costruire dal cardinale Pietro Vidoni nel 1665. Vi è esposto un importante patrimonio di dipinti, mobili, arredi, suppellettili provenienti dalle donazioni fatte al Comune di Bologna nell'Ottocento e nel primo Novecento.
Sala Boschereccia
Sala alla boschereccia decorata a tempera nel 1797, così denominata proprio perché riproduce spazi verdi e ambienti naturali.